# Petrés
Petrés település Spanyolországban, Valencia tartományban. Petrés Gilet, Valencia és Sagunt községekkel határos. Lakosainak száma 1142 fő (2024).

## Népesség
A település népessége az utóbbi években az alábbiak szerint változott:
| Lakosok száma | 814  | 867  | 951  | 973  | 1019 | 982  | 968  | 997  | 1057 | 1142 |
|               | 2001 | 2004 | 2007 | 2009 | 2012 | 2014 | 2017 | 2019 | 2022 | 2024 |